# Porąbka (Sosnowiec)
Porąbka – wschodnia dzielnica Sosnowca o statusie jednostki pomocniczej gminy. 
Do 1967 r. Porąbka była wsią, której historia sięga średniowiecza. W spisanej w latach 1470–1480 księdze „Liber beneficiorum dioecesis Cracoviensis” Jan Długosz wymienia Porąbkę wśród wsi jako „Porambka”. W latach 1967–1973 Porąbka była samodzielnym miastem w powiecie będzińskim, a w okresie 1973-1975 dzielnicą Kazimierza Górniczego. W 1975 r. została włączona do Sosnowca.
Porąbka graniczy od północnego zachodu z Zagórzem, od północnego wschodu z Kazimierzem i Ostrowami Górniczymi, od południowego zachodu z Klimontowem a od południowego wschodu z Maczkami. Jest przecięta torowiskiem historycznej Kolei Iwangorodzko-Dąbrowskiej posiadającym tutaj stację, jednak rzadko już używanym na tym odcinku, a w części zachodniej drogą ekspresową S1 posiadającą tutaj węzeł o charakterze miejskim.
Współcześnie do Porąbki zalicza się historycznie odrębne Zawodzie (określane czasem jako Porąbka-Zawodzie), wzajemnie oddzielone przepływającą tutaj rzeką Bobrek. W przeszłości w Zawodziu łączyły się ważne szlaki komunikacyjne będzińsko-krakowski i sławkowsko-modrzejowski. Połączony szlak prowadził na północ, a po przecięciu brodu na Bobrku, rozchodził się w trzy strony: do Strzemieszyc Wielkich (na północny wschód, przez wieś Porąbka), Będzina i Modrzejowa.
W dzielnicy wyodrębnia się: 
- Zawodzie
  - Nowe Zawodzie
  - Pekin Zawodzie
  - Stare Zawodzie
- Galot
- Juliusz i os. Juliusz
- kolonia Zabobrek
- Poręba Wielka

W 2015 r. w obszarze Porąbki utworzono jednostkę pomocniczą gminy - Dzielnicę Porąbka.
| Data            | Wydarzenie |
| --------------- | --- |
| 1326            | Pierwsza informacja pisana o Porąbce. Pierwotnie obejmowała ona w przybliżeniu teren dzisiejszych dzielnic Sosnowca: Porąbka, Kazimierz Górniczy, Ostrowy Górnicze i Maczki.                                  |
| 5 sierpnia 1390 | Abraham z Wojkowa sprzedaje Porąbkę biskupowi krakowskiemu Janowi Radlicy za 250 grzywien groszy praskich. Odtąd do końca epoki przedrozbiorowej Porąbka wchodzi w skład sławkowskiego klucza dóbr biskupich. |
| 1827            | Porąbka liczy 100 domów i 577 mieszkańców. |
| 1905–1913       | Budowa osiedla robotniczego (tzw. Kolonia Pekin) dla pracowników kopalń „Kazimierz” i „Juliusz”. |
| 6 stycznia 1913 | W Porąbce urodził się Edward Gierek. |
| 1 czerwca 1939  | Uruchomienie pierwszego połączenia autobusowego na trasie Śródmieście Sosnowca - Maczki. |
| 1 maja 1959     | Uruchomienie połączenia tramwajowego ze Śródmieściem Sosnowca. |
| 1967            | Uzyskanie praw miejskich. |
| 1 stycznia 1973 | Utrata statusu miasta, przyłączenie do Kazimierza Górniczego. |
| 1975            | Razem z Kazimierzem Górniczym włączona w granice Sosnowca |

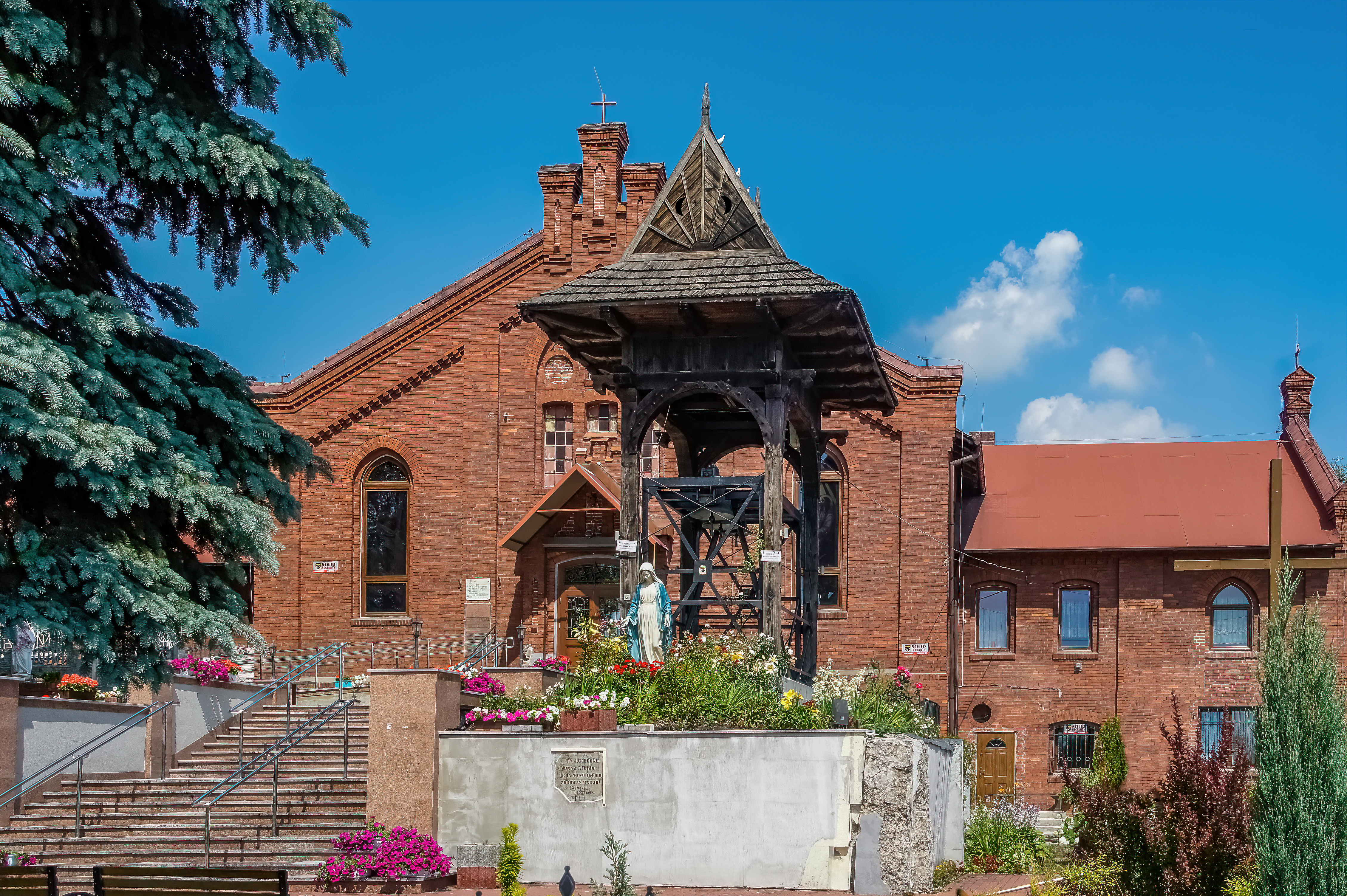
Kościół Najświętszej Maryi Panny Częstochowskiej w Porąbce
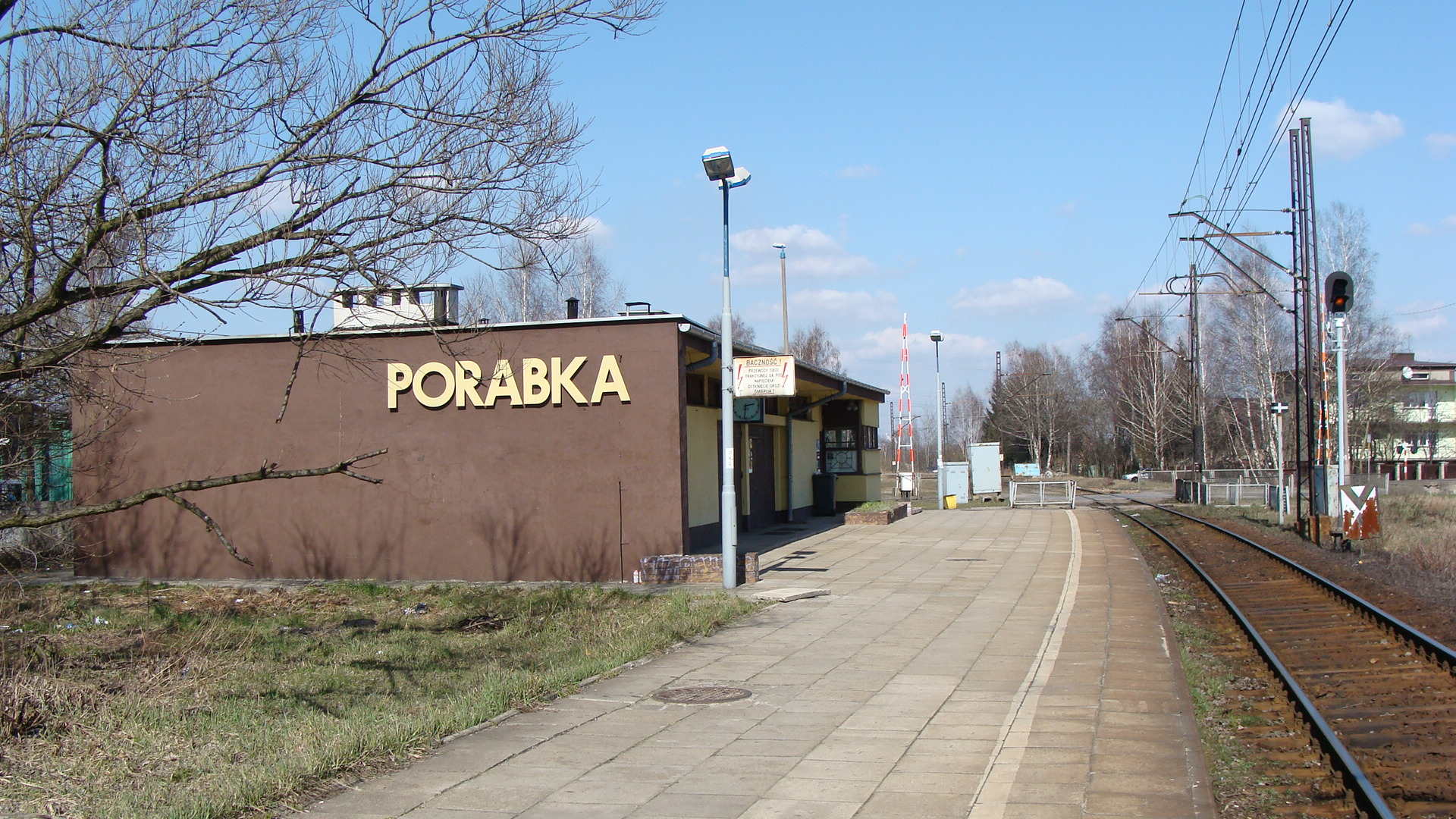
Przystanek kolejowy Sosnowiec Porąbka
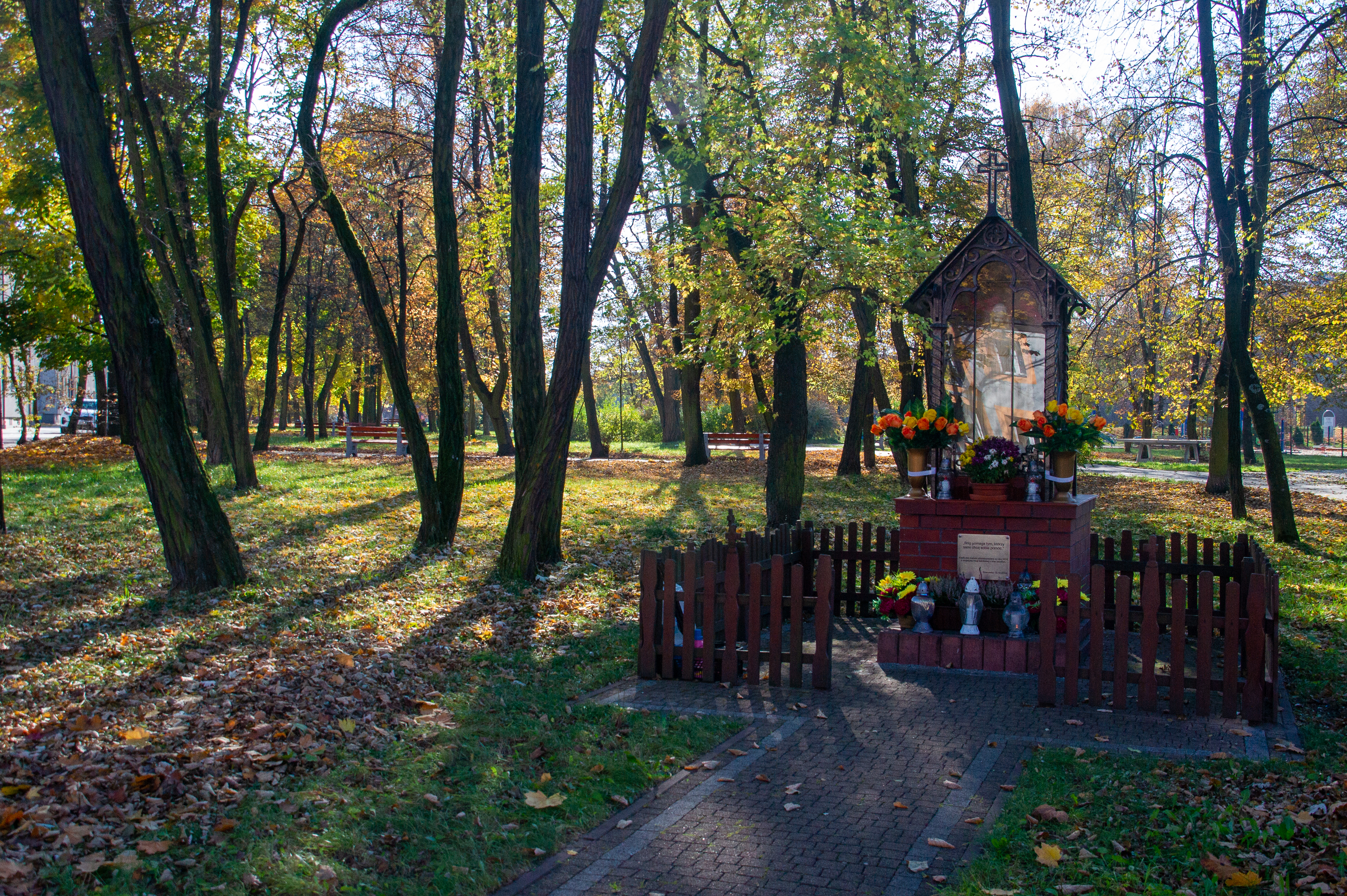
Park im. Włodzimierza Mazura
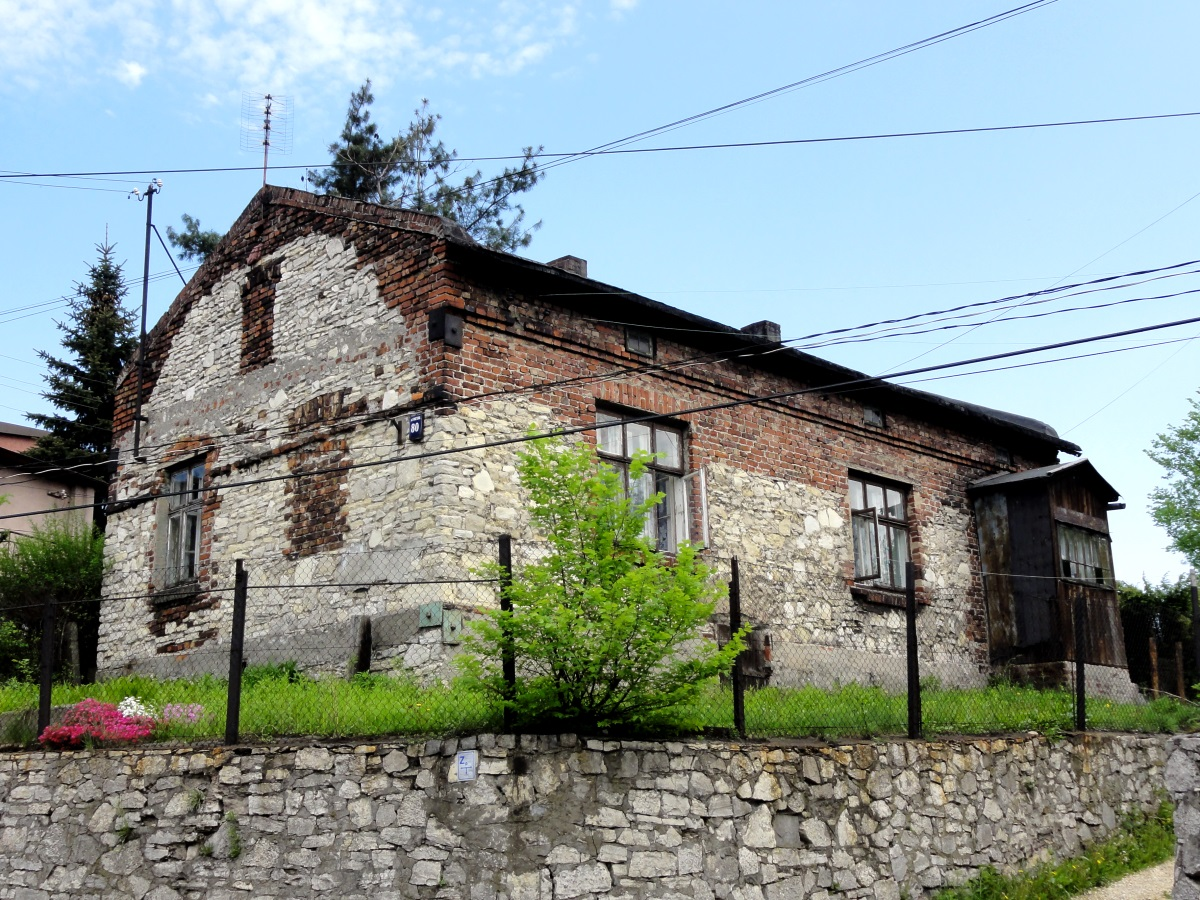
Dom charakterystyczny dla Zagłębia Dąbrowskiego.
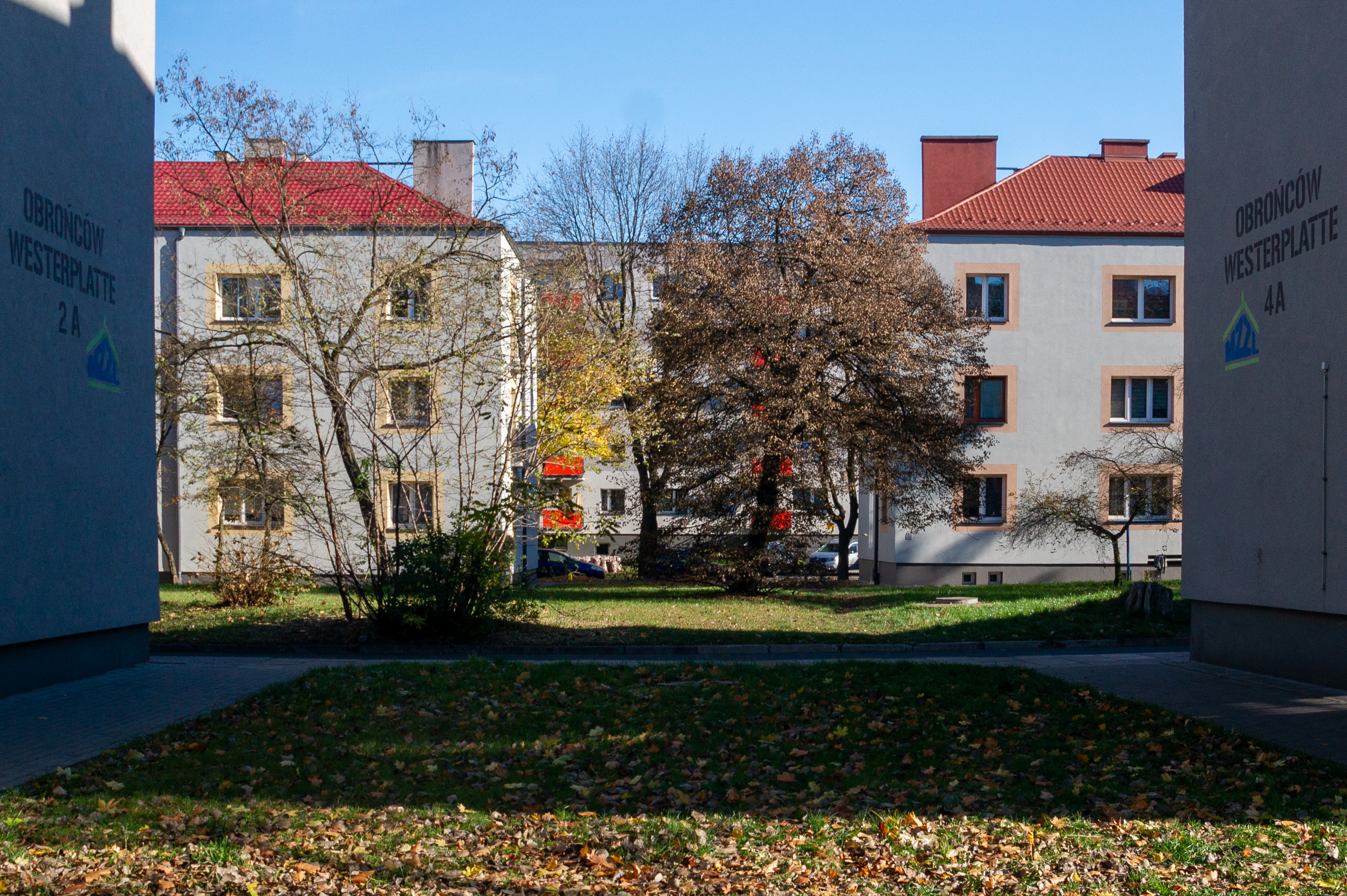
Osiedle Juliusz
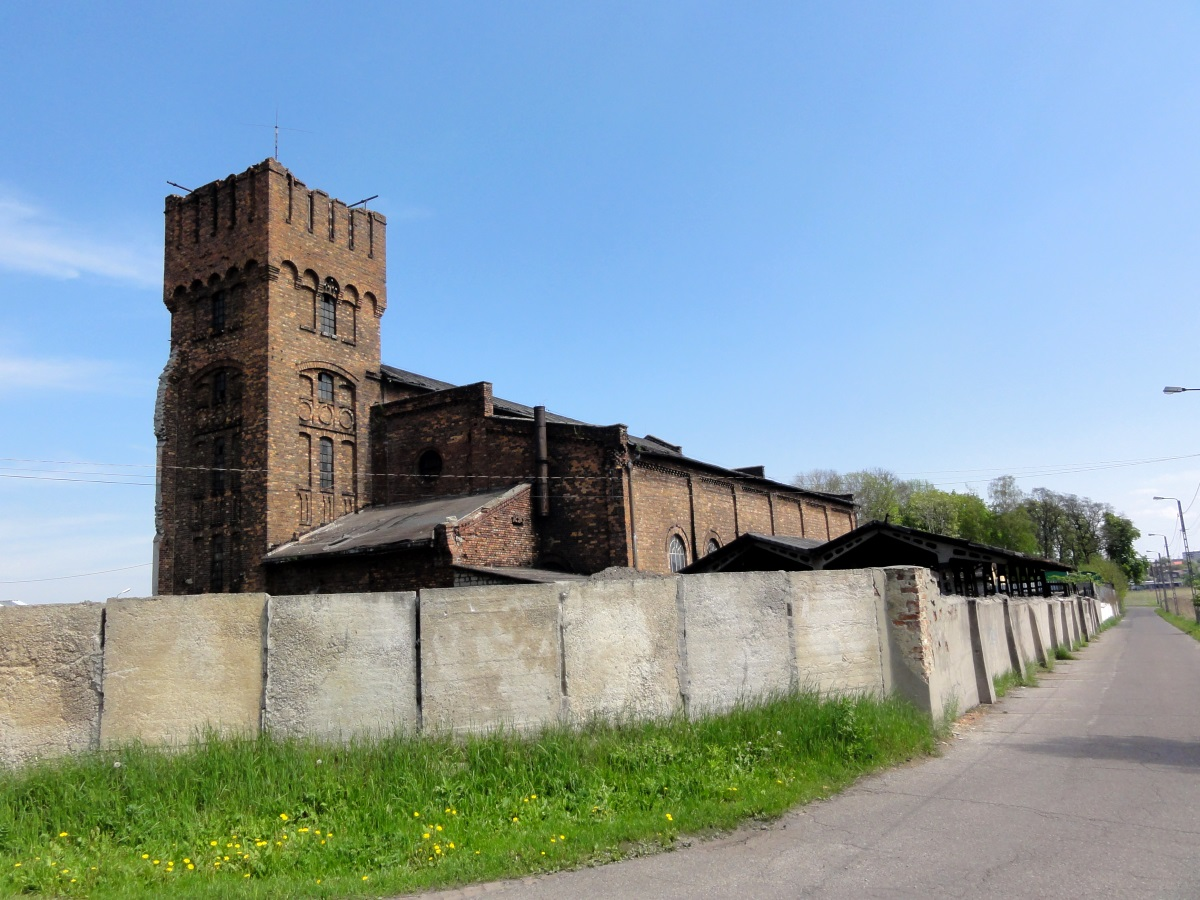
Stary szyb kopalni przy ul. Reja
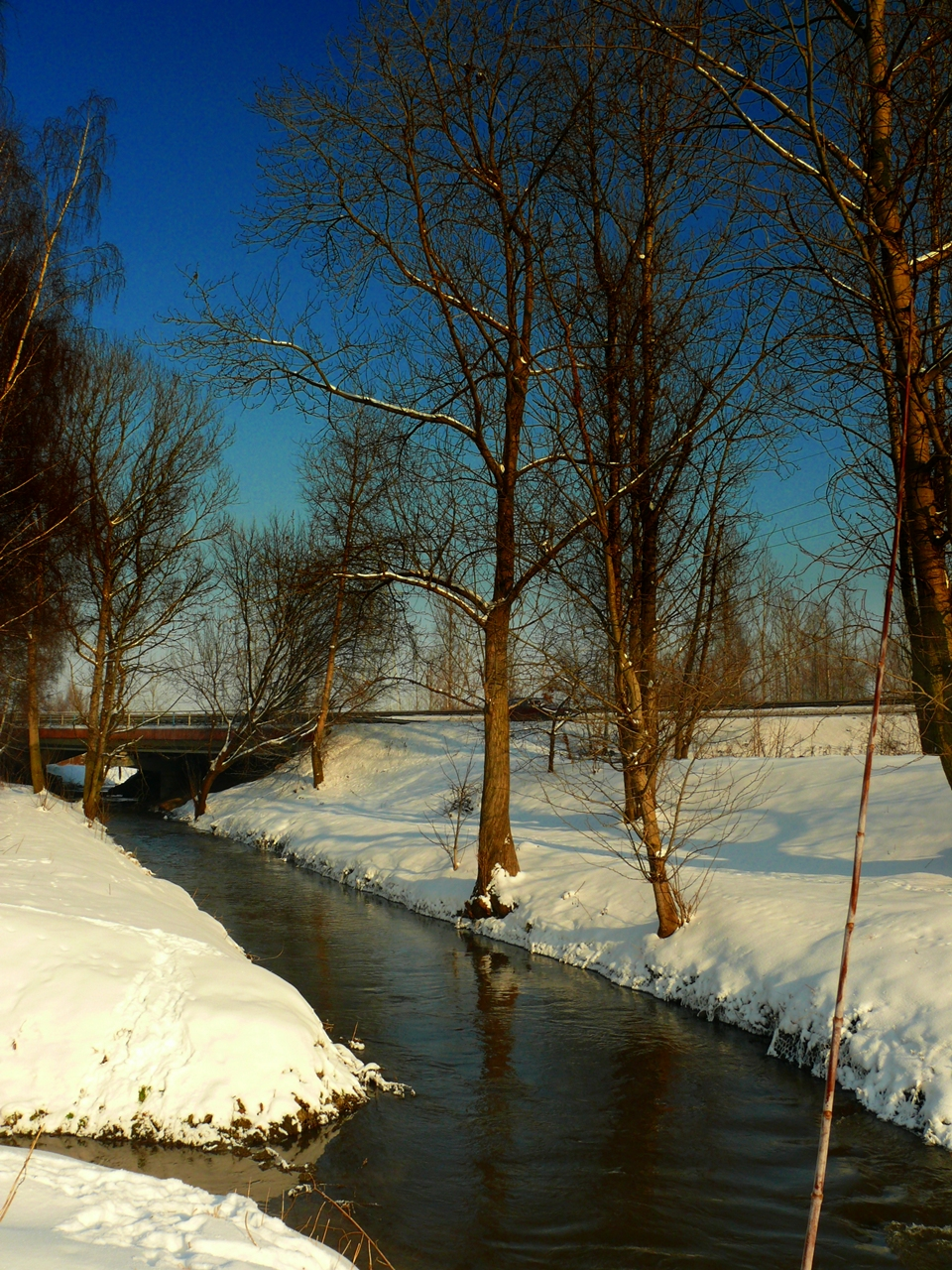
Rzeka Bobrek na terenie Porąbki

## Zabytki
- Kościół NMP Częstochowskiej – świątynia, o cechach neogotyckich, powstała z budynku zbornego (cechowni) kopalni „Kazimierz", który w 1924 r. został zaadaptowany do celów sakralnych.

## Inne obiekty i miejsca
- Balaton
- Park im. Włodzimierza Mazura w Sosnowcu[12]
- Przystanek kolejowy Sosnowiec Porąbka

## Osoby związane z Porąbką
- Edward Gierek
- Włodzimierz Mazur